# Nationaal park Nakai-Nam Theun
Het Nationaal park Nakai-Nam Theun is een nationaal park in Laos. Het park ligt in het district Nakai, in de provincie Khammuan. Het is een van de laatst overgebleven wildernisgebieden in Zuidoost-Azië en bedekt ongeveer 4270 km² van het Annamitisch Gebergte en het daaraan gelegen Nakai Plateau in de provincies Khammuan en Bolikhamsai. Het werd op 15 februari 2019 bij ministerieel decreet aangewezen als nationaal park. Het wordt beheerd door het ministerie van Landbouw en Bosbouw en grenst aan het Nationaal park Vu Quang van Vietnam.
Het terrein van het park is ruig en de top van de Annamitisch Gebergte loopt langs de oostelijke rand van het park op de grens met Vietnam. Phou Laoko (2.286 meter hoogte) is de hoogste piek in het park.

## Rivieren
Van noord naar zuid bestaan de stroomgebieden in het park uit de volgende rivieren: Nam Kata, Nam Xot, Nam Mon, Nam Theun, Nam Noy, Nam Pheo en Nam One. Het zijn allemaal zijrivieren van de Nam Theun in het zuidwesten van het Nakai Plateau.

## Flora
Uit een reeks onderzoeken die sinds 1994 zijn uitgevoerd door het samenwerkingsprogramma van de Wildlife Conservation Society (WCS), het Laotiaanse ministerie van Bosbouw en de IUCN is gebleken dat het gebied een hoge biodiversiteitswaarde heeft. Half-altijdgroen bos, bladverliezend dipterocarpebos en dennenbossen worden allemaal aangetroffen op het Nakai Plateau en in de uitlopers van het Annamitisch Gebergte. Droog altijdgroen bos overheerst op de hellingen van het Annamitisch Gebergte onder 1800 meter hoogte, met stukken bos van Fokienia hodginsii, een commercieel waardevolle cipresachtige conifeer, vanaf 1400 tot 1700 meter hoogte. Boven 1800 meter hoogte komen vochtige altijd groene bossen voor, met soorten van de eik (Quercus), Castanopsis en Lithocarpus. Boven ongeveer 2000 meter maakt het beukenbos plaats voor meer onvolgroeide, door rododendrons gedomineerde nevelwouden.
Plantensoorten die door de IUCN als bedreigd worden beschouwd zijn onder andere de conifeer Cephalotaxus mannii. De enige bekende populatie van de Pinus dalatensis in Laos bevindt zich in Nakai-Nam Theun.

## Fauna

### Zoogdieren
Soorten zoogdieren, waarvan sommige relatief recent ontdekt zijn, zijn onder andere de volgende:
- Annamitisch gestreept konijn (Nesolagus timminsi)
- Aziatische olifant (Elephas maximus)
- Indo-Chinese tijger (Panthera tigris corbetti)
- Muntiacus truongsonensis
- Reuzenmuntjak (Muntiacus vuquangensis)
- Saola (Pseudoryx nghetinhensis)
- Vietnamees wrattenzwijn (Sus bucculentus)
- Vietnamese Javaanse neushoorn (Rhinoceros sondaicus annamiticus)
- Yunnanmuntjak (Muntiacus rooseveltorum)

### Vogels
Er zijn meer dan 400 vogelsoorten geïdentificeerd in Nakai-Nam Theun en de aangrenzende noordelijke uitbreiding. Dit is verreweg de hoogste vogelrijkdom van alle gebieden die tot nu toe in Laos zijn onderzocht en het is het hoogste dat in één beschermd gebied in Zuidoost-Azië is geregistreerd.
Het park is de thuisbasis van Indochina's grootste populatie van himalayajaarvogel (Aceros nipalensis). Tot de vogels die aanwezig zijn in de hoger gelegen montane bossen van het park behoren de bedreigde prachtboomklever (Sitta formosa), samen met soorten die kenmerkend zijn voor de natte altijd groene regenwouden op de oostelijke helling van het Annamitisch Gebergte, zoals de Vietnamese gekuifde argusfazant (Rheinardia ocellata) en de Annamkruiplijster (Napothera danjoui).
Het park is aangewezen als Important Bird Area door BirdLife International vanwege het belang voor significante populaties van 70 soorten vogels.

## Talen
In het Nakai-Nam Theun gebied worden veel bedreigde Viettalen gesproken. De Vietvolkeren zijn de inheemse volkeren van het Nakai-Nam Theun gebied en hebben een diepgaande kennis van de lokale ecologie. De Saek-taal, die veel archaïsche fonologische kenmerken behoudt die in geen enkele andere Taitaal voorkomen, wordt ook in het gebied gesproken, vaak naast Viettalen in dezelfde dorpen. Saek-sprekers wonen al ongeveer 300 jaar in het gebied en komen oorspronkelijk uit Vietnam. Sprekers van Bru verhuisden in de jaren 1800 en 1900 naar het gebied en vormen nu de meerderheid van de bevolking. Laotiaans- en Vietnameessprekers, van wie de meesten recente migranten zijn, zijn ook in de omgeving te vinden.